# USS Juneau (CL-52)
USS Juneau (CL-52) var en amerikansk lätt kryssare av Atlanta-klass som sänktes i sjöslaget vid Guadalcanal den 13 november 1942. Hon byggdes av Federal Shipbuilding Company, Kearny, New Jersey, kölsträcktes den 27 maj 1940, sjösattes den 25 oktober 1941 och togs i bruk den 14 februari 1942, med kapten Lyman K. Swenson som befälhavare. Hon torpederades och sjönk den 13 november 1942, med endast 10 överlevande räddade efter 8 dagar i vattnet. Den 17 mars 2018 lokaliserades Juneaus vrak av Paul Allens forskargrupp ombord på RV Petrel på ett djup av ca 4 200 m utanför Salomonöarnas kust.

## Tjänstgöring

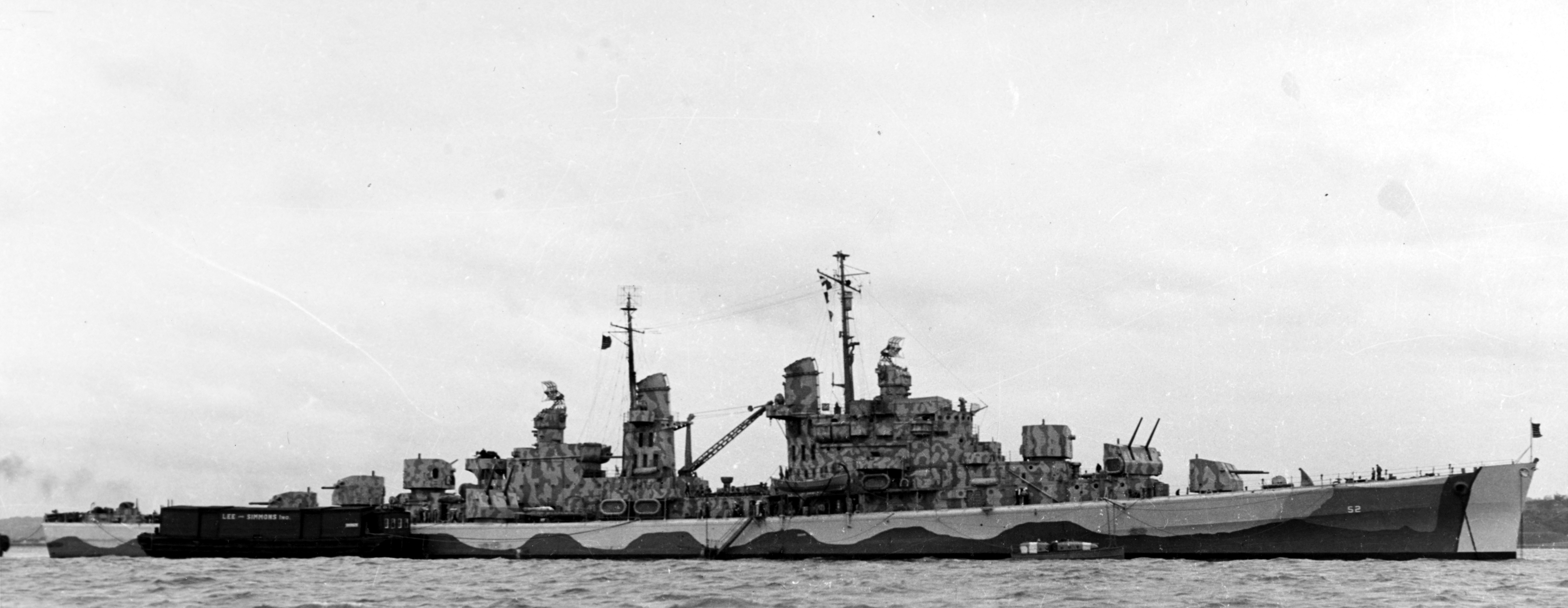
USS Juneau i juni 1942

Efter en snabb provtur längs Atlantkusten under våren 1942 utförde Juneau i början av maj över blockadpatrullering utanför Martinique och Guadeloupe för att förhindra att franska Vichyflottans enheter flydde. Hon återvände till New York för att slutföra ombyggnationer och opererade i Nordatlanten och Karibien från 1 juni till 12 augusti med patrull- och eskortuppdrag. Kryssaren påbörjade sin segling till Stilla havet den 22 augusti.

### Stillahavsområdet
Efter ett kort stopp vid Tonga och Nya Kaledonien mötte hon den 10 september upp Task Force 18 (TF 18) under befäl av konteramiral Leigh Noyes ombord USS Wasp. Följande dag kombinerades TF 17, som inkluderade USS Hornet, med amiral Noyes enhet för att bilda TF 61, vars uppdrag var att överföra stridsflygplan till Guadalcanal. Den 15 september träffades Wasp av tre torpeder från den japanska ubåten I-19, och med bränder som rasade utom kontroll sänktes Wasp kl. 2100 av den amerikanska jagaren Lansdowne. Juneau och de eskorterande jagarna räddade 1 910 överlevande från Wasp och återförde dem till Espiritu Santo, Nya Hebriderna, den 16 september. Nästa dag anslöt sig Juneau till TF 17. Hon opererade med Hornet-gruppen och stödde tre aktioner som slog tillbaka fiendens framstötar vid Guadalcanal: Buin-Faisi-Tonolai-räden, slaget vid Santa Cruzöarna och sjöslaget om Guadalcanal.

### Slaget vid Santa Cruzöarna

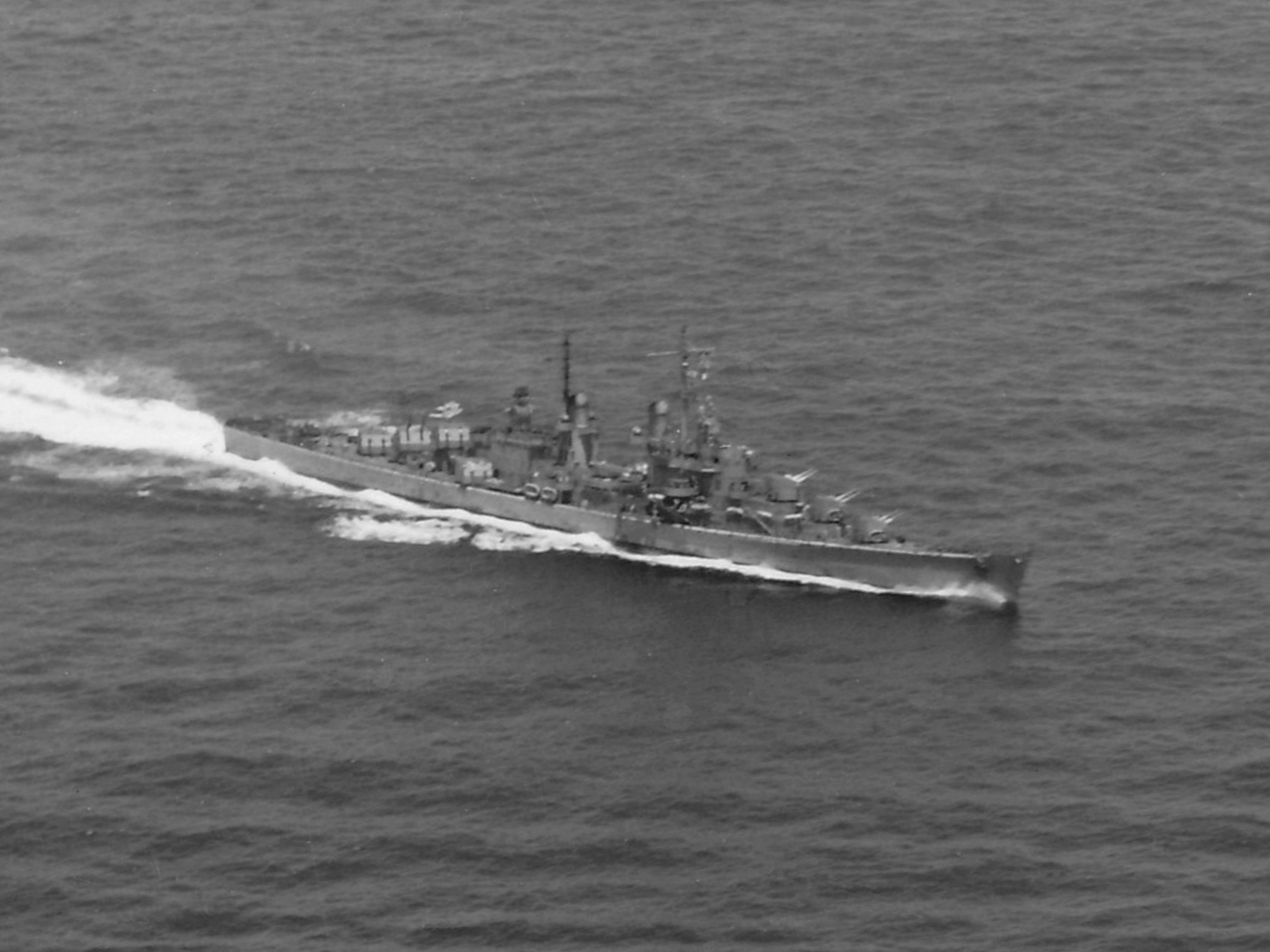
Juneau under slaget vid Santa Cruzöarna, 26 oktober 1942

Fartygets första större insats var slaget vid Santa Cruzöarna den 26 oktober. Den 24 oktober hade Hornets-styrka kombinerats med Enterprises grupp för att bilda TF 61 under befäl av konteramiral Thomas C. Kinkaid. Denna styrka placerade sig norr om Santa Cruzöarna för att genskjuta fientliga enheter som skulle kunna försöka närma sig Guadalcanal. Under tiden på Guadalcanal nådde japanerna ett genombrott under slaget om Henderson Field natten till den 25 oktober.
Tidigt på morgonen den 26 oktober upptäckte amerikanska hangarfartygsflygplan den japanska styrkan och anföll den omedelbart och skadade två hangarfartyg (Zuihō och Shōkaku), en tung kryssare (Chikuma) och två jagare, men medan amerikanska flygplan lokaliserade och bekämpade fienden blev även amerikanska fartyg attackerade. Strax efter kl. 10.00 anföll cirka 27 fientliga flygplan Hornet. Trots att Juneau och andra eskortfartyg sköt ner cirka 20 av angriparna, blev Hornet svårt skadad och sjönk nästa dag. Strax före lunch lämnade Juneau Hornets eskort för den belägrade Enterprise-gruppen flera sjömil bort. Juneau hjälpte till att avvärja fyra japanska attacker som förlorade 18 plan.
På kvällen drog sig de amerikanska styrkorna tillbaka mot sydost. Även om slaget hade varit kostsamt hade det, i kombination med marinkårens seger på Guadalcanal, slagit tillbaka det japanska motanfallet i Salomonöarna. Dessutom hade skadorna på två japanska hangarfartyg kraftigt minskat deras luftstridskrafter i det efterföljande slaget om Guadalcanal.

### Sjöslaget vid Guadalcanal
Den 8 november avgick Juneau från Nouméa, Nya Kaledonien, som en enhet i TF 67 under befäl av konteramiral Richmond K. Turner för att eskortera förstärkningar till Guadalcanal. Styrkan anlände dit tidigt på morgonen den 12 november och Juneau befann sig i skyddsskärmen runt transport- och lastfartygen. Lossningen fortgick obehindrat fram till kl. 14.05, då 30 japanska plan anföll den varnade amerikanska gruppen. Luftvärnselden var effektiv och Juneau ensam stod för sex nedskjutna fientliga torpedflygplan. De få kvarvarande japanska planen attackerades i sin tur av amerikanska jaktplan; endast ett bombplan undkom. Senare under dagen lämnade en amerikansk attackgrupp bestående av kryssare och jagare Guadalcanal efter rapporter om att en stor fientlig styrka var på väg mot ön. Klockan 01:48 den 13 november anföll konteramiral Daniel J. Callaghans relativt lilla stödgrupp fienden. Den japanska styrkan bestod av två slagskepp, en lätt kryssare och nio jagare.
På grund av dåligt väder och förvirrade kommunikationer ägde striden rum i nästan beckmörker och på nästan nära håll, när de två sidornas fartyg blandades. Under närstriden träffades Juneau på babordssidan av en torped från den japanska jagaren Amatsukaze, vilket orsakade en kraftig slagsida och gjorde det nödvändigt att dra sig tillbaka. Före middagstid den 13 november satte Juneau, tillsammans med två andra kryssare som skadats i striden - Helena och San Francisco - kurs mot Espiritu Santo för reparationer. Juneau seglade med bara en propeller och befann sig 730 meter från styrbords sida av den likaledes svårt skadade San Francisco. Hon var nere 3,7 meter vid fören, men kunde hålla 13 knop (24 km/h).
Några minuter efter 11:00 avfyrades två torpeder från den japanska ubåten I-26. Dessa var avsedda för San Francisco, men båda passerade framför henne. Den ena träffade Juneau på samma ställe som hade träffats under slaget. Det blev en kraftig explosion, Juneau bröts i två delar och sjönk på bara 20 sekunder. Helena och San Francisco fruktade fler attacker från I-26 och antog felaktigt från den kraftiga explosionen att det inte fanns några överlevande, och avgick utan att försöka rädda några överlevande. I själva verket hade mer än 100 sjömän överlevt förlisningen av Juneau. De lämnades att klara sig själva på öppet hav i åtta dagar innan räddningsflygplan sent omsider anlände. I väntan på räddning dog alla utom 10 av väder och vind och av hajattacker. Den 20 november 1942 bärgade USS Ballard två av de tio överlevande. Ytterligare fem i en flotte räddades av ett PBY Catalina sjöflygplan 8,0 km bort. Tre andra, inklusive en svårt skadad officer, tog sig till ön San Cristobal (nu Makira), cirka 89 km bort från förlisningen.

## Vrak
Juneau lokaliserades den 17 mars 2018 av Paul Allens forskargrupp ombord på RV Petrel. Kryssaren vilar 4 200 m under ytan utanför Salomonöarna i flera stora delar.